# Тамаша (журнал)
Тамаша (рус. «Представление») — башкирский художественно-публицистический журнал.

## История
Журнал Тамаша выходит с 1995 года. Учредителями журнала являются как Управление по делам печати, издательства и полиграфии при Правительстве РБ, так и «Редакция журнала „Тамаша“». С 1995 года журнал издавался как художественно — публицистический альманах, а с 1999 года имеет статус художественно-публицистического журнала.
Журнал выходит в Уфе один раз в два месяца на башкирском языке. Тираж издания составляет более 3 тыс. экземпляров (2009). В штате журнала состоит десять человек, но для работы журнал привлекает внештатных авторов. Это, в основном, известные в РБ деятели культуры и журналисты.
На страницах журнала освещается спортивная и культурная жизнь Республики Башкортостан, печатаются пьесы башкирских авторов.

## Содержание
В журнале есть рубрики: «Хәтирәләр» («Воспоминания»), «Әңгәмә» («Беседа»), «Ижади портрет» («Творческий портрет»), «Бөгөнгө сәнғәт» («Искусство сегодня»), «Йыр» («Песня»), «Шәхси фекер», Сәнғәт, үҙешмәкәр сәнғәт, кино сәнғәте, радио, телевидение, музей и др.
Журнал организует конкурсы «Һүнмәһен ауыл мәҙәниәте» на одноактные пьесы и малые жанры драматургии.
В журнале освещаются вопросы театра и драматургии, живописи, башкирской культуры, биографии ушедших из жизни башкирских общественных деятелей и деятелей культуры. Публикуются архивные материалы, фотографии прошлых лет. В каждом номере журнала «Тамаша» напечатана пьеса, сценарий или интервью. Материалы издания можно использовать на уроках в школе. Журнал «Тамаша» распространяется в башкирских библиотеках, учреждениях культуры, школах и по подписке.

## Руководство
Главными редакторами журналы были: Н. Гаитбай (1995−2010), Ф. Ш. Кудакаев (2010—2013), С. Я. Латыпов (с 2013)